# Ulster Grand Prix 1961
De Ulster Grand Prix 1961 was de achtste Grand Prix van wereldkampioenschap wegrace in het seizoen 1961. De races werden verreden op zaterdag 12 augustus 1961 op het Dundrod Circuit, een stratencircuit in County Antrim. Alle soloklassen kwamen aan de start, de zijspanklasse had haar seizoen al beëindigd. In deze Grand Prix werd de wereldtitel in de 500cc-klasse beslist.

## Algemeen
Kunimitsu Takahashi, die al de eerste Japanse coureur was geweest die überhaupt een WK-race won (de 250cc-race tijdens de GP van Duitsland), werd nu ook de eerste Japanner die in de 125cc-klasse wist te winnen. De Ulster Grand Prix werd overschaduwd door twee sterfgevallen: Ron Miles verongelukte tijdens de trainingen en tijdens de 500cc-race werd een baancommissaris gedood door de machines van Tom Phillis en Roy Ingram.

## 500cc-klasse
Nog tijdens de start ontstond er al een ongeval, toen Hugh Anderson weggleed nadat hij een andere rijder, wiens machine niet wilde aanslaan, raakte. Ellis Boyce reed achter op Anderson waardoor beiden hun Nortons moesten parkeren. Tijdens de race raakten Tom Phillis en Roy Ingram elkaar. Beiden vielen en hun machines vlogen van de baan, waarbij een baancommissaris dodelijk werd getroffen. Gary Hocking won de race met bijna twee minuten voorsprong. Mike Hailwood werd weliswaar weer tweede (voor de vijfde keer), maar Hocking was nu definitief zeker van zijn wereldtitel. Organisatie en publiek hoopten op een eerste raceronde met 100 mijl per uur gemiddeld, maar de regen belette dat.
| Pos | Coureur          | Merk      | Tijd      | Punten |
| --- | ---------------- | --------- | --------- | ------ |
| 1   | Gary Hocking     | MV Privat | 1:38"20'4 | 8      |
| 2   | Mike Hailwood    | Norton    | + 1"54'0  | 6      |
| 3   | Alistair King    | Norton    | + 1"55'2  | 4      |
| 4   | Ron Langston     | Matchless | + 4"29'6  | 3      |
| 5   | Peter Chatterton | Norton    | + 1 ronde | 2      |
| 6   | Tom Thorp        | Norton    | + 1 ronde | 1      |
| 7   | Tommy Robb       | Norton    | + 1 ronde |        |
| 8   | Jack Findlay     | Norton    | + 1 ronde |        |
| 9   | John Farnsworth  | Matchless | + 1 ronde |        |
| 10  | Mike Duff        | Matchless | + 1 ronde |        |
| 11  | Anssi Resko      | Norton    |           |        |
| 12  | Alf Shaw         | Norton    |           |        |
| 13  | Tommy Holmes     | Matchless |           |        |
| 14  | Jimmy Jones      | Norton    |           |        |
| 15  | John Brown       | Norton    |           |        |
| 16  | Campbell Donaghy | Norton    |           |        |
| 17  | Martin Brosnan   | Norton    |           |        |
| 18  | Dennis Craig     | Matchless |           |        |

| Coureur   | Merk   | Oorzaak     |
| --------- | ------ | ----------- |
| Ron Miles | Norton | Zwaargewond |

| Coureur         | Merk   | Oorzaak |
| --------------- | ------ | ------- |
| Tom Phillis     | Norton | Val     |
| John Farnsworth | Norton |         |
| Don Chapman     | Norton |         |
| Ellis Boyce     | Norton | Val     |
| John Hartle     | Norton |         |
| Ralph Bryans    | Norton |         |
| Roy Ingram      | Norton | Val     |
| Hugh Anderson   | Norton | Val     |

| Coureur              | Merk      | Oorzaak |
| -------------------- | --------- | ------- |
| Eduardo Salatino     | Norton    |         |
| Jorge Kissling       | Matchless |         |
| Juan Carlos Salatino | Norton    |         |
| Juan Perkins         | Norton    |         |
| Bert Schneider       | Norton    |         |
| Frank Perris         | Norton    |         |
| Fritz Messerli       | Matchless |         |
| Gyula Marsovszky     | Norton    |         |
| Roland Föll          | Matchless |         |
| Ernst Hiller         | BMW       |         |
| Hans-Günter Jäger    | BMW       |         |
| Lothar John          | BMW       |         |
| Antoine Paba         | Norton    |         |
| Bob McIntyre         | Norton    |         |
| Phil Read            | Norton    |         |
| Tony Godfrey         | Norton    |         |
| Alberto Pagani       | Norton    |         |
| Peter Pawson         | Norton    |         |
| Horacio Costa        | Norton    |         |
| Paddy Driver         | Norton    |         |

### Top tien tussenstand 500cc-klasse
(Punten (tussen haakjes) zijn inclusief streepresultaten)
| Pos | Coureur                       | Merk                  | Ptn     |
| --- | ----------------------------- | --------------------- | ------- |
| 1   | Gary Hocking (wereldkampioen) | MV Agusta / MV Privat | 40 (48) |
| 2   | Mike Hailwood                 | Norton                | 38 (41) |
| 3   | Bob McIntyre                  | Norton                | 14      |
| 4   | Frank Perris                  | Norton                | 8       |
| 5   | Ron Langston                  | Matchless             | 7       |
| 5   | Alistair King                 | Norton                | 7       |
| 7   | Hans-Günter Jäger             | BMW                   | 4       |
| 7   | Antoine Paba                  | Norton                | 4       |
| 7   | Tom Phillis                   | Norton                | 4       |
| 7   | Bert Schneider                | Norton                | 4       |

## 350cc-klasse
Met zijn overwinning in de 350cc-race was Gary Hocking nu bijna zeker van de wereldtitel. František Šťastný vormde nog een bedreiging, maar die werd veel kleiner nu Alistair King tweede werd voor Št'astný, die nu alle races moest winnen. Hocking had echter aan twee punten in de laatste GP's genoeg, omdat Št'astný voor elke acht punten die hij scoorde er weer vier zou moeten aftrekken (de "streepresultaten").
| Pos | Coureur           | Merk      | Tijd      | Punten |
| --- | ----------------- | --------- | --------- | ------ |
| 1   | Gary Hocking      | MV Privat | 1:35"47'6 | 8      |
| 2   | Alistair King     | Bianchi   |           | 6      |
| 3   | František Šťastný | Jawa      |           | 4      |
| 4   | Phil Read         | Norton    |           | 3      |
| 5   | Alan Shepherd     | AJS       |           | 2      |
| 6   | Mike Duff         | AJS       |           | 1      |

| Coureur       | Merk    | Oorzaak     |
| ------------- | ------- | ----------- |
| Bob McIntyre  | Bianchi |             |
| Hugh Anderson | AJS     | Krukaslager |

| Coureur          | Merk   | Oorzaak   |
| ---------------- | ------ | --------- |
| Ralph Rensen (†) | Norton | Overleden |

| Coureur           | Merk    |
| ----------------- | ------- |
| Bert Schneider    | Norton  |
| Rudi Thalhammer   | Norton  |
| Frank Perris      | Norton  |
| Gustav Havel      | Jawa    |
| Hans Pesl         | Norton  |
| Derek Minter      | Norton  |
| Mike Hailwood     | AJS     |
| Ron Langston      | AJS     |
| Roy Ingram        | Norton  |
| Tommy Robb        | AJS     |
| Ernesto Brambilla | Bianchi |
| Silvio Grassetti  | Benelli |
| Hugh Anderson     | AJS     |

### Top tien tussenstand 350cc-klasse
(Punten (tussen haakjes) zijn inclusief streepresultaten)
| Pos | Coureur           | Merk                  | Ptn     |
| --- | ----------------- | --------------------- | ------- |
| 1   | Gary Hocking      | MV Agusta / MV Privat | 30      |
| 2   | František Šťastný | Jawa                  | 22 (24) |
| 3   | Phil Read         | Norton                | 13      |
| 4   | Bob McIntyre      | Bianchi               | 10      |
| 5   | Gustav Havel      | Jawa                  | 9       |
| 6   | Ralph Rensen (†)  | Norton                | 7       |
| 7   | Alistair King     | Bianchi               | 6       |
| 8   | Ernesto Brambilla | Bianchi               | 5       |
| 9   | Rudi Thalhammer   | Norton                | 4       |
| 10  | Derek Minter      | Norton                | 3       |

## 250cc-klasse
Bob McIntyre won de 250cc-race, maar die vormde in de WK-stand geen bedreiging voor Mike Hailwood, die tweede werd en zijn puntenvoorsprong op Jim Redman en Tom Phillis uitbouwde. Er waren in de volgende drie GP's nog 24 punten te verdienen, maar door de streepresultaten kon niemand de volledige score nog bereiken. Hailwood en Redman konden hooguit op 48 punten komen, Phillis op 44 punten.
| Pos | Coureur             | Merk  | Tijd      | Punten |
| --- | ------------------- | ----- | --------- | ------ |
| 1   | Bob McIntyre        | Honda | 55:56"6'0 | 8      |
| 2   | Mike Hailwood       | Honda |           | 6      |
| 3   | Jim Redman          | Honda |           | 4      |
| 4   | Tom Phillis         | Honda |           | 3      |
| 5   | Alan Shepherd       | MZ    |           | 2      |
| 6   | Kunimitsu Takahashi | Honda |           | 1      |
| 7   | František Šťastný   | MZ    |           |        |

| Coureur     | Merk  | Oorzaak |
| ----------- | ----- | ------- |
| John Hartle | Honda |         |

| Coureur           | Merk                  |
| ----------------- | --------------------- |
| Luigi Taveri      | Honda                 |
| Ernst Degner      | MZ                    |
| Hans Fischer      | MZ                    |
| Werner Musiol     | MZ                    |
| Dan Shorey        | NSU                   |
| Silvio Grassetti  | Benelli               |
| Tarquinio Provini | Morini                |
| Fumio Ito         | Yamaha                |
| Naomi Taniguchi   | Honda                 |
| Sadao Shimazaki   | Honda                 |
| Yoshikazu Sunako  | Yamaha                |
| Gary Hocking      | MV Agusta / MV Privat |

### Top tien tussenstand 250cc-klasse
(Punten (tussen haakjes) zijn inclusief streepresultaten)
| Pos | Coureur             | Merk                  | Ptn     |
| --- | ------------------- | --------------------- | ------- |
| 1   | Mike Hailwood       | Mondial / Honda       | 40      |
| 2   | Jim Redman          | Honda                 | 32 (36) |
| 2   | Tom Phillis         | Honda                 | 32      |
| 4   | Kunimitsu Takahashi | Honda                 | 20      |
| 5   | Bob McIntyre        | Honda                 | 14      |
| 6   | Silvio Grassetti    | Benelli               | 9       |
| 7   | Gary Hocking        | MV Agusta / MV Privat | 8       |
| 8   | Tarquinio Provini   | Morini                | 7       |
| 9   | Alan Shepherd       | MZ                    | 6       |
| 10  | Fumio Ito           | Yamaha                | 4       |

## 125cc-klasse
Kunimitsu Takahashi, die ook al de 250cc-GP van Duitsland had gewonnen, werd in Ulster de eerste Japanner die een 125cc-Grand Prix won. In de WK-stand speelde hij echter geen rol: daar ging het tussen Ernst Degner, die tweede werd, en Tom Phillis, die derde werd. Degner zou echter nog twee races moeten winnen om Phillis van de titel af te houden, waarbij Phillis geen enkel punt meer mocht scoren.
| Pos | Coureur             | Merk  | Tijd     | Punten |
| --- | ------------------- | ----- | -------- | ------ |
| 1   | Kunimitsu Takahashi | Honda | 50"50'6  | 8      |
| 2   | Ernst Degner        | MZ    | + 1'2    | 6      |
| 3   | Tom Phillis         | Honda | + 3'0    | 4      |
| 4   | Jim Redman          | Honda | + 3'2    | 3      |
| 5   | Mike Hailwood       | Honda | + 48'4   | 2      |
| 6   | Luigi Taveri        | Honda | + 1"22'6 | 1      |

| Coureur       | Merk | Oorzaak |
| ------------- | ---- | ------- |
| Alan Shepherd | MZ   |         |

| Coureur          | Merk    | Oorzaak   |
| ---------------- | ------- | --------- |
| Ralph Rensen (†) | Bultaco | Overleden |

| Coureur             | Merk    |
| ------------------- | ------- |
| Héctor Pochettino   | Bultaco |
| Hans Fischer        | MZ      |
| Walter Brehme       | MZ      |
| Werner Musiol       | MZ      |
| Ricardo Quintanilla | Bultaco |
| Phil Read           | EMC     |
| Rex Avery           | EMC     |
| John Grace          | Bultaco |
| László Szabó        | MZ      |
| Naomi Taniguchi     | Honda   |
| Sadao Shimazaki     | Honda   |
| Teisuke Tanaka      | Honda   |
| Ulf Svensson        | Ducati  |

### Top tien tussenstand 125cc-klasse
(Punten (tussen haakjes) zijn inclusief streepresultaten)
| Pos | Coureur             | Merk        | Ptn     |
| --- | ------------------- | ----------- | ------- |
| 1   | Tom Phillis         | Honda       | 40 (44) |
| 2   | Ernst Degner        | MZ          | 37      |
| 3   | Jim Redman          | Honda       | 24 (25) |
| 4   | Luigi Taveri        | Honda       | 19      |
| 5   | Mike Hailwood       | EMC / Honda | 16      |
| 6   | Kunimitsu Takahashi | Honda       | 14      |
| 7   | Alan Shepherd       | MZ          | 12      |
| 8   | Walter Brehme       | MZ          | 7       |
| 9   | Hans Fischer        | MZ          | 3       |
| 9   | Phil Read           | EMC         | 3       |
| 9   | László Szabó        | MZ          | 3       |